# Александер Міхал Любомирський

## Біографія
Найстарший син графа Священної Римської імперії Станіслава Любомирського та його дружини Софії — доньки князя, волинського воєводи Олександра Острозького.
Навчався в університеті Падуї, звідки повернувся додому 1636 року.
За сприяння батька 1636 року став сандомирським старостою. Заторський староста з 1639 року. 3 березня 1645 король призначив Александера Міхала конюшим великим коронним. Від 1646 року був плоскирівським старостою, з 1651 — любачівським. Краківський воєвода після смерті Яна Вєлопольського (пом. 10.2.1668), призначений перед 23 липня.
Помер 8 грудня 1677 року у Вісьнічі, тут був похований.

### Маєтності
Володів значними маєтками, зокрема, 78 сіл, 31 фільварок у Краківському воєводстві, Все життя мав фінансові складнощі, зокрема, багато був винен жидівським банкірам Вісьніча.

### Сім'я, шлюб
Дружина — Гелена Текля Оссолінська (1622—1687) — належала до найближчого оточення королеви Марії Казимири. Шлюб уклали 7 липня 1637 року. Діти:
- Юзеф Кароль Любомирський — маршалок великий коронний
- кілька дітей померли в дитинстві.